# گری آبراهام
گری آبراهام (انگلیسی: Gary Abraham؛ زادهٔ ۸ ژانویهٔ ۱۹۵۹) شناگر اهل بریتانیا بود.
وی در مسابقات کشوری و بین‌المللی در مجموع برندهٔ ۲ مدال نقره، ۲ مدال برنز شده‌است.